# Belas (Sintra)
Pour les articles homonymes, voir Belas.
Belas est une ville portugaise dans  la commune Sintra. Elle est d'une superficie de 21,89 km2 avec 21,172 habitants d'après le recensement de 2001. 